# Jaden Hardy
Jaden Amere Hardy (Detroit, Míchigan; 5 de julio de 2002) es un jugador de baloncesto estadounidense que pertenece a la plantilla de los Dallas Mavericks de la NBA. Con 1,91 metros de estatura, juega en la posición de escolta. Es hermano del también jugador profesional Amauri Hardy.

## Trayectoria deportiva

### Primeros años
Hardy y su familia se mudaron a Nevada desde Detroit, Míchigan antes de la escuela secundaria. Asistió a la Escuela Secundaria Coronado en Henderson, Nevada. En su tercer año promedió 30,4  puntos, 9,1 rebotes y 8,4 asistencias por partido, lo que le valió los honores de Jugador del año de Nevada para Gatorade y Atleta del año para el Las Vegas Review-Journal Boys. En su temporada sénior fue incluido en las listas del McDonald's All-American Game, Jordan Brand Classic y Nike Hoop Summit.
El 15 de mayo de 2021, anunció que se uniría a la NBA G League, renunciando al baloncesto universitario. Eligió la G League sobre las ofertas de Kentucky y UCLA, entre otros.

### Profesional
El 9 de junio de 2021, Daniels firmó con NBA G League Ignite, un equipo de desarrollo afiliado a la NBA G League. Esa temporada promedió 17,7 puntos, 4,6 rebotes y 3,2 asistencias por partido, con un 35,1 por ciento de tiros de campo.
Fue elegido en la trigésimo séptima posición del Draft de la NBA de 2022 por los Sacramento Kings, pero esa misma noche fue traspasado a los Dallas Mavericks.

## Estadísticas de su carrera en la NBA

### Temporada regular
| Año     | Equipo | PJ  | PT | MPP  | %TC  | %3P  | %TL  | RPP | APP | ROB | TPP | PPP |
| ------- | ------ | --- | -- | ---- | ---- | ---- | ---- | --- | --- | --- | --- | --- |
| 2022-23 | Dallas | 48  | 5  | 14.8 | .438 | .404 | .823 | 1.9 | 1.4 | .4  | .1  | 8.8 |
| 2023-24 | Dallas | 73  | 7  | 13.6 | .407 | .362 | .776 | 1.8 | 1.5 | .3  | .1  | 7.3 |
| 2024-25 | Dallas | 57  | 3  | 15.9 | .435 | .386 | .698 | 1.6 | 1.4 | .5  | .1  | 8.7 |
| Total   | Total  | 178 | 15 | 14.6 | .425 | .381 | .763 | 1.7 | 1.4 | .4  | .1  | 8.1 |

### Playoffs
| Año   | Equipo | PJ | PT | MPP | %TC  | %3P  | %TL  | RPP | APP | ROB | TPP | PPP |
| ----- | ------ | -- | -- | --- | ---- | ---- | ---- | --- | --- | --- | --- | --- |
| 2024  | Dallas | 19 | 0  | 6.8 | .426 | .407 | .733 | .8  | .9  | .2  | .0  | 4.2 |
| Total | Total  | 19 | 0  | 6.8 | .426 | .407 | .733 | .8  | .9  | .2  | .0  | 4.2 |